# Kuznetskij Most
Kuznetskij Most (ryska: Кузне́цкий мост), Smedbron, är en tunnelbanestation på Tagansko–Krasnopresnenskajalinjen i Moskvas tunnelbana. Stationen ligger i Moskvas centrum, vestibulen finns inne på gården till Rozjdestvenkagatan 6. 
Stationens namn kommer från gatan i närheten av nedgången, gatan i sin tur är namngiven efter den bro och järnbruket Pusjetjnyj dvor som fanns här på 1700-talet. Den 120 meter långa Smedbron gick över floden Neglinnaja, som idag leds genom tunnlar under staden och rinner ut i Moskvafloden.

## Byten
I ena änden av stationen finns en gångväg till Lubjanka på  Sokolnitjeskajalinjen.